# Heriberto Correa
Heriberto Luís Correa Chaparro (Asunción, 16 marzo 1949 – 24 gennaio 2017) è stato un calciatore paraguaiano, di ruolo difensore.